# CV-366
La CV-366, también llamada Acceso Este de Torrente (en valenciano y oficialmente Accés Est de Torrent), es una carretera autonómica valenciana que inicia su recorrido en la CV-33 y finaliza en la población de Torrente. La carretera es competencia de la Generalidad Valenciana.

## Nomenclatura

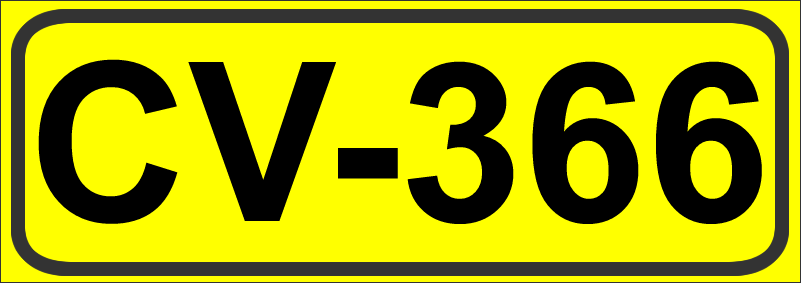
Indicador

La CV-366 pertenece a la red de carreteras de la Generalidad Valenciana. Su nombre viene de la CV (que indica que es una carretera autonómica de la Comunidad Valenciana) y el 366, es el número que recibe dicha carretera, según el orden de nomenclaturas de las carreteras de la Comunidad Valenciana.

## Historia
Anteriormente la CV-366 formaba parte de la CV-36 Autovía de Torrente, pero después de  prolongar la CV-36 hasta conectarla con la Autovía del Mediterráneo, el tramo de acceso a Torrente que tenía dicha autovía ha sido renombrado como CV-366.

## Trazado
La CV-366 comienza su recorrido en el enlace con el Distribuidor Comarcal Sur CV-33 que comunica Torrente con Albal y la V-31, y se dirige en dirección oeste hacia el núcleo urbano de Torrente, donde finaliza su recorrido.